# リカード・ボサノヴァ
リカード・ボサノヴァ は、ポルトガル語題 Recado, 英語題 Recado Bossa Nova または、The Gift で、ブラジルのジャルマ・フェヘイラ（Djalma Ferreira）が1959年に作曲したボサノヴァの曲で、ジャズのスタンダードナンバーとしても有名である。

## 概要
原題は、『Recado』 で、ポルトガル語で「贈り物」または「伝言」。ブラジルの発音とすれば、「リカード」となるが、「レカード」としている録音もあるので注意が必要。ポルトガル語の原詞は、ルイス・アントニオ (Luiz Antônio)　によって作られる。
英語の題は、『Recado Bossa Nova』または、『The Gift』で、ジャズのスタンダード・ナンバーとしてもよく演奏される。1965年ごろに、ジャズの曲として流行りだし、世界中の聴衆から認知されるにいたっている。英語詞はポール・フランシス・ウェブスター (Paul Francis Webster)が作詞した。女性歌手のイーディ・ゴーメの録音には人気があり、1980年代にTVコマーシャルでも使用された。
日本でも、ジャズのライブでよく演奏される。
YouTubeにも、いくつかアップロードされている。

## カヴァーしたアーティストの一例
- イーディ・ゴーメ
- ゴンサロ・ルバルカバ　Gonzalo Rubalcaba
- ズート・シムズ
- ハンク・モブレー - アルバム『Dippin'』収録（共演：リー・モーガン）
- 渡辺貞夫
- MALTA
- PE'Z